# Thạch Thất (huyện)
Thạch Thất là một huyện ngoại thành thuộc thành phố Hà Nội, Việt Nam.

## Địa lý
Huyện Thạch Thất nằm phía Tây Bắc thành phố Hà Nội, cách trung tâm thành phố khoảng 30 km, là vùng bán sơn địa, có tọa độ địa lý từ 20o58’23’’ đến 21o06’10’’ vĩ độ bắc từ 105o27’54’’ đến 105o38’22’’ kinh độ đông.
Huyện có vị trí địa lý:
- Phía đông giáp huyện Phúc Thọ và huyện Quốc Oai
- Phía tây giáp thành phố Hòa Bình, tỉnh Hòa Bình
- Phía nam giáp huyện Quốc Oai và huyện Lương Sơn, tỉnh Hòa Bình
- Phía bắc giáp thị xã Sơn Tây, huyện Phúc Thọ và huyện Ba Vì

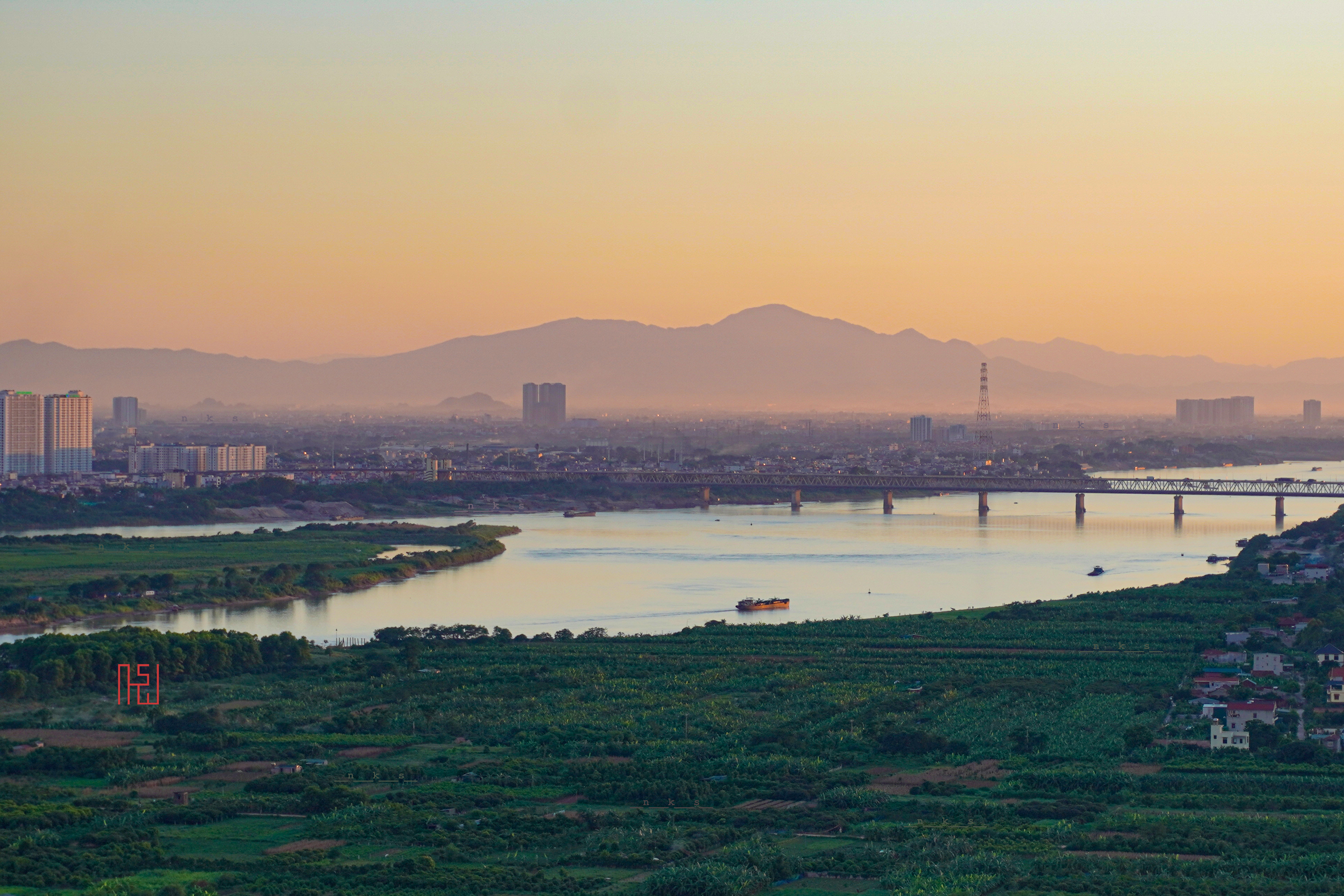
Núi Viên Nam

Thạch Thất là khu vực chuyển tiếp giữa vùng núi và trung du phía Bắc với vùng đồng bằng. Nhìn chung địa hình thấp dần từ Tây sang Đông và chia thành hai dạng địa hình chính:
+ Dạng địa hình bán sơn địa, đồi gò: Độ cao trung bình so với mặt nước biển từ 10 m đến hơn 15 m. Đất phát triển trên nền đá đã phong hóa nhiều nơi có lớp đá ong ở tầng sâu 20 – 50 cm.
+ Dạng địa hình đồng bằng: bên bờ trái sông Tích, địa hình khá bằng phẳng, độ cao trung bình khoảng từ 3 đến 10 m so với mặt biển. Trong khu vực cũng có nhiều điểm trũng tạo thành các hồ đầm nhỏ.

## Hành chính
Theo Nghị quyết số 1286/NQ-UBTVQH15 ngày 14/11/2024 của Ủy ban Thường vụ Quốc hội về việc sắp xếp các đơn vị hành chính cấp xã của Hà Nội giai đoạn 2023-2025
Huyện Thạch Thất sẽ giảm 3 đơn vị hành chính cấp xã sau khi sắp xếp (còn 20 đơn vị hành chính cấp xã, gồm 19 xã và 1 thị trấn).
Sát nhập xã Chàng Sơn và Thạch Xá lấy tên là Thạch Xá.
Sát nhập xã Canh Nậu và Dị Nậu lấy tên là Lam Sơn.
Sát nhập xã Hữu Bằng và Bình Phú lấy tên là Quang Trung.
Huyện Thạch Thất có 20 đơn vị hành chính cấp xã trực thuộc, bao gồm thị trấn Liên Quan (huyện lỵ) và 19 xã: Bình Yên, Cẩm Yên, Cần Kiệm, Đại Đồng, Đồng Trúc, Hạ Bằng, Hương Ngải, Kim Quan, Lại Thượng, Lam Sơn, Phú Kim, Phùng Xá, Quang Trung, Tân Xã, Thạch Hòa, Thạch Xá, Tiến Xuân, Yên Bình, Yên Trung.
1 thị trấn và 19 xã này được chia làm 122 thôn, xóm:
1. Thị trấn Liên Quan gồm 5 tổ dân phố: Chi Quan, Đồng Cam, Phú Tân, Đụn Dương, Phố Săn.
2. Bình Yên gồm 8 thôn: Yên Mỹ, Phúc Tiến , Sen Trì, Cánh Chủ, Vân Lôi, Thái Bình, Hoà Lạc, Linh Sơn 
3. Cẩm Yên gồm 3 thôn: Cẩm Bào, Kinh Đạ, Yên Lỗ.
4. Cần Kiệm gồm 6 thôn, xóm: Phú Đa 1, Phú Đa 2, Phú Lễ, Yên Lạc 1, Yên Lạc 2, Yên Lạc 3.
5. Đại Đồng gồm 6 thôn: 1, 2, 3, 4, 5, 6
6. Đồng Trúc gồm 4 thôn:  Đồng Táng, Đồng Kho, Trúc Động, Tam Cảnh
7. Hạ Bằng gồm 5 thôn: 1, 2, 3, 4, 5
8. Hương Ngải gồm 5 thôn: 1, 2, 3, 4, 5
9. Kim Quan gồm 6 thôn: Làng Kim 1, Làng Kim 2, Mơ Nồng, Cốc Trại, Kim Trung, 84.
10. Lại Thượng gồm 6 thôn: Ngũ Sơn, Lại Khánh, Lại Thượng, Phú Thụ, Thanh Câu, Hoàng Xá.
11. Lam Sơn gồm 9 thôn: 1, 2A, 2B, 3A, 3B, 4, Tam Nông , Hòa Bình , Đoàn Kết 
12. Phú Kim gồm 5 thôn: Thúy Lai, Phú Nghĩa, Bách Kim, Nội Thôn, Ngoại Thôn.
13. Phùng Xá gồm 4 thôn: Vĩnh Lộc 1, Vĩnh Lộc 2, Vĩnh Lộc 3, Bùng.
14. Quang Trung gồm 15 thôn: Bình Xá, Thái Hòa, Phú Hòa, Đầu Làng, Đình Giữa, Cuối Chùa, Sy, Bò, Sen, Bàn, Đình, Đông, Miễu, Ba Mát, Giếng.
15. Tân Xã gồm 4 thôn: Phú Hữu, Kim Bông, Mục Uyên 1, Mục Uyên 2
16. Thạch Hòa gồm 5 thôn: 1, 2, 3, 4, 5
17. Thạch Xá gồm 7 thôn: 1, 2, 3, 4, Yên, Thạch, Tây Phương
18. Tiến Xuân gồm 7 thôn: 1, 2, 3, 4, 5, 6, 7
19. Yên Bình gồm 6 thôn: 1, 2, 3, 4, 5, 6
20. Yên Trung gồm 4 thôn: Đầm Bối, Luồng Lặt, Số Tơi, Hội Hương.

## Diện tích và Dân số
Diện tích 187,53 km². Dân số 242.786 người (số liệu 2020). 4,6% dân số theo đạo Thiên Chúa.

## Đặc điểm nổi bật
Đây là vùng quê bán sơn địa, núi đá vôi xen lẫn đồng bằng. Nổi tiếng nhất có chùa Tây Phương ở xã Thạch Xá.
Xã Cần Kiệm là nơi Bác Hồ từng sống và làm việc (từ ngày 13-1 đến 2-2-1947, tức 22 tháng Chạp năm Bính Tuất đến 12 tháng Giêng năm Đinh Hợi) tại xóm Lài Cài, thôn Phú Đa. Trong 19 ngày ở Cần Kiệm, Bác cùng với các đồng chí cán bộ chủ chốt của Đảng và Chính phủ họp bàn, quyết định những công việc quan trọng của đất nước, của công cuộc kháng chiến trường kỳ chống thực dân Pháp. Tại đây, Bác viết Thư chúc Tết đồng bào và chiến sĩ Nam Bộ (24-1-1947), Thư gửi các chiến sĩ cảm tử quân Thủ đô (27-1-1947), Thư gửi các chiến sĩ Vệ quốc đoàn, tự vệ và dân quân toàn quốc... Bác cũng dành thời gian sửa chữa các sách cũ để cho in lại và phát hành rộng rãi như: Vấn đề du kích, Binh Pháp, Chính trị viên, Chiến thuật du kích...Ngày nay, ngôi nhà lá Bác ở năm xưa đã được gìn giữ, tu tạo thành Nhà lưu niệm Bác Hồ tại xóm Lài Cài, xã Cần Kiệm
Xã Thạch Xá nổi tiếng về nghề làm quạt và đồ mộc. Xã Quang Trung nổi tiếng về nghề mây tre đan, buôn bán, thương mại,
Xã Đồng Trúc là nơi đã xuất hiện cộng đồng dân cư cách đây trên 2000 năm, có nhiều địa chỉ khảo cổ, hiện còn lưu giữ được nhiều di vật, nhiều dấu tích có ý nghĩa rất quan trọng trong việc nghiên cứu tìm hiểu về lịch sử, văn hóa, khoa học, tôn giáo và tín ngưỡng. Ở đây cũng có đình Trúc Động cổ nhất huyện. Một số xã của Thạch Thất có những dòng họ ít phổ biến như họ Cấn, họ Khuất... Cũng như một số huyện của Hà Tây cũ, giọng nói của người Thạch Thất khá nặng, khó nghe và gần như mỗi làng, xã có một giọng nói khác nhau
Thạch Thất là quê hương của "Trạng Bùng" Phùng Khắc Khoan, Đình nguyên Hoàng giáp Nguyễn Đăng Huân (1804-1838), danh nhân văn hóa Nguyễn Tử Siêu, nhà viết kịch Tào Mạt, nhà thơ Bằng Việt, nhạc sỹ Phan Lạc Hoa... Thạch Thất cũng là quê hương của võ sư Nguyễn Lộc (1912-1960), người sáng lập môn Vovinam (Việt Võ Đạo). Đặc biệt, vùng đất này là quê hương của hơn 20 vị tướng lĩnh Quân đội nhân dân, Công an nhân dân Việt Nam, có một số gia đình có 2 thế hệ cha con đều là tướng lĩnh

## Văn hóa dân gian
Thạch Thất nổi tiếng với nhiều làng nghề nổi tiếng của xứ Đoài như: nghề mộc Chàng Sơn, dệt Hữu Bằng, đan lát Bình Phú, sắt - cơ kim khí Phùng Xá, làm bánh chè lam Thạch Xá và kẹo chè lam Đại Đồng, vv....
Hiện nay một số nơi tại huyện Thạch Thất như làng Thạch Xá, thôn Phú Hòa (làng Ra) xã Quang Trung, Thạch Xá vẫn còn lưu giữ bộ môn nghệ thuật dân gian múa rối nước. Hàng năm vào dịp lễ tết, hội làng vẫn tổ chức biểu diễn. 
Đặc biệt rối nước làng Ra hiện vẫn còn lưu giữ được những con rối cổ, bên cạnh đó hàng năm các đội vẫn tổ chức tu sửa và bổ sung con rối mới bởi các nghệ nhân trong làng như nghệ nhân Nguyễn Khắc Thoa, cố nghệ nhân Nguyễn Khắc Giáp, nghệ nhân Nguyễn Hữu Chuân,...
Lưu chuyền đội múa rối nước làng Ra do Thiền sư Từ Đào Hạnh khởi lập nên hàng năm vào dịp hội Chùa Thầy đội múa rối làng Ra biểu diễn tại nhà Thủy Đình tại hồ Long Trì.

## Lịch sử
Huyện Thạch Thất là địa danh cổ, ra đời vào thế kỷ thứ XIV (năm 1404) sau những cải cách của Hồ Quý Ly; trước đây thuộc phủ Quốc Oai, tỉnh Sơn Tây. Năm 1948 Chính phủ Việt Nam Dân chủ cộng hoà ban hành sắc lệnh số 48-1948 bãi bỏ các danh từ phủ, châu, quận… thì huyện Thạch Thất thuộc tỉnh Sơn Tây. 
Từ ngày 21 tháng 4 năm 1965 thuộc tỉnh Hà Tây (hợp nhất hai tỉnh Hà Đông và Sơn Tây thành tỉnh Hà Tây). Cùng thời điểm này, sáp nhập xã An Hòa vào xã Tiến Xuân thuộc huyện Lương Sơn, tỉnh Hòa Bình..
Ngày 27 tháng 12 năm 1975 khi hợp nhất hai tỉnh Hà Tây và Hòa Bình, huyện Thạch Thất thuộc tỉnh Hà Sơn Bình.  Huyện gồm 19 xã: Bình Phú, Bình Yên, Cẩm Yên, Cần Kiệm, Canh Nậu, Chàng Sơn, Đại Đồng, Dị Nậu, Đồng Trúc, Hạ Bằng, Hương Ngải, Hữu Bằng, Kim Quan, Lại Thượng, Liên Quan, Phú Kim, Phùng Xá, Tân Xã và Thạch Xá.
Từ năm 1978 đến năm 1991, nhập vào thủ đô Hà Nội.
Từ ngày 12 tháng 8 năm 1991 lại trở về với tỉnh Hà Tây sau khi tái lập tỉnh Hà Tây và Hòa Bình
Ngày 23 tháng 6 năm 1994, chuyển xã Liên Quan thành thị trấn Liên Quan.
Ngày 28 tháng 8 năm 1994, thành lập xã Thạch Hòa trên cơ sở một phần diện tích và nhân khẩu của các xã Bình Yên, Tân Xã, Hạ Bằng và Đồng Trúc. Từ đó, huyện Thạch Thất bao gồm thị trấn Liên Quan và 19 xã: Bình Phú, Bình Yên, Cẩm Yên, Cần Kiệm, Canh Nậu, Chàng Sơn, Đại Đồng, Dị Nậu, Đồng Trúc, Hạ Bằng, Hương Ngải, Hữu Bằng, Kim Quan, Lại Thượng, Phú Kim, Phùng Xá, Tân Xã, Thạch Hòa, Thạch Xá.
Từ ngày 1 tháng 8 năm 2008, khi tỉnh Hà Tây nhập về Hà Nội, Thạch Thất là một huyện của Hà Nội là một trong 29 quận, huyện của thành phố Hà Nội.. Cùng ngày, HĐND thành phố Hà Nội mới (mở rộng) quyết định chuyển cho huyện Thạch Thất quản lý 3 xã mới nhập từ huyện Lương Sơn tỉnh Hòa Bình, là các xã: Tiến Xuân, Yên Bình và Yên Trung.
Ngày 8 tháng 5 năm 2009, toàn bộ diện tích tự nhiên và dân số của 3 xã Tiến Xuân, Yên Bình và Yên Trung thuộc huyện Lương Sơn của tỉnh Hòa Bình được sáp nhập vào huyện Thạch Thất.
Ngày 1 tháng 1 năm 2024, sáp nhập xã Dị Nậu và xã Canh Nậu thành xã Lam Sơn; sáp nhập xã Hữu Bằng và xã Bình Phú thành xã Quang Trung; sáp nhập xã Chàng Sơn vào xã Thạch Xá.
Như vậy, huyện Thạch Thất có 1 thị trấn và 19 xã, giữ ổn định cho đến nay.

## Di tích lịch sử
- Chùa Tây Phương

## Danh nhân
Sắp xếp theo thứ tự từ Triều Lý đến triều Nguyễn:
1. Liêu Hiến Chương, Liêu Hiến Quang (Thái Học Sinh, Xã Hương Ngải)
2. Đỗ Đạt (Đệ nhị giáp Tiến sĩ xuất thân, Xã Nguyễn Xá, Nay là xã Thạch Xá)
3. Nguyễn Ngung (Đệ tam giáp đồng Tiến sĩ, Xã Quang Trung)
4. Đỗ Hịch (Đệ tam giáp đồng Tiến sĩ, Xã Hương Ngải)
5. Phùng Đốc (Đệ nhị giáp Tiến sĩ xuất thân, Xã Nguyễn Xá, Nay là xã Thạch Xá)
6. Đặng Lương Tá (Đệ nhị giáp Tiến sĩ xuất thân, Xã Đặng Xá, Nay là xã Quang Trung)
7. Phí Thạc (Đệ nhị giáp Tiến sĩ xuất thân, Xã Hương Ngải)
8. Phan Tế (Đệ tam giáp đồng Tiến sĩ, Xã Thạch Xá)
9. Phùng Khắc Khoan (Đệ nhị giáp Tiến sĩ xuất thân, Xã Phùng Xá)
10. Phan Bảng (Đệ nhị giáp Tiến sĩ xuất thân, Xã Quang Trung)
11. Nguyễn Côn (Đệ tam giáp đồng Tiến sĩ, Xã Thạch Xá)
12. Đỗ Thê (Đệ tam giáp đồng Tiến sĩ, xã Hương Ngải)
13. Nguyễn Nham (Đệ tam giáp đồng Tiến sĩ, xã Phùng Xá)
14. Nguyễn Thì Lượng (Đệ tam giáp đồng Tiến sĩ, xã Phùng Xá)
15. Vũ Đình Dung (Đệ tam giáp đồng Tiến sĩ, xã Phùng Xá)
16. Nguyễn Đăng Huân (Đình nguyên Hoàng giáp, Đệ nhị giáp Tiến sĩ xuất thân, xã Hương Ngải)
17. Chu Duy Tân (Đệ tam giáp đồng Tiến sĩ, Xã Phùng Xá)
18. Vũ Huy Huyến (Đệ tam giáp đồng Tiến sĩ, xã Đại Đồng)
19. Nguyễn Văn Bân (Đệ tam giáp đồng Tiến sĩ, xã Quang Trung).

## Hạ tầng

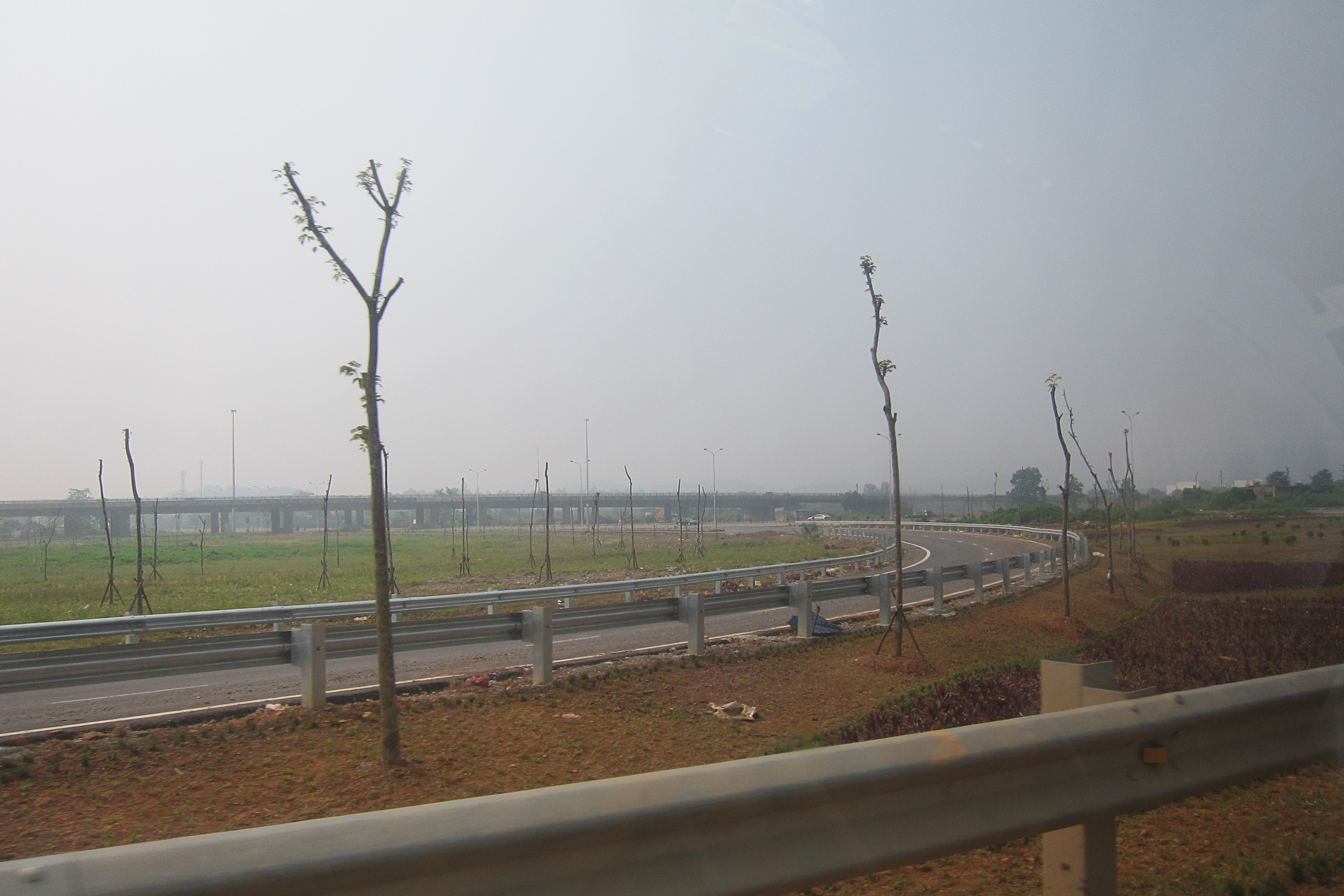
Nút giao Đại lộ Thăng Long và quốc lộ 21A

Hiện nay, trên địa bàn huyện Thạch Thất đã và đang hình thành một số khu đô thị, khu nhà ở cao cấp như: Khu công nghệ cao Hòa Lạc, khu đô thị sinh thái Xanh Villas, khu đô thị Đại học Quốc gia Hà Nội, khu đô thị Bắc Phú Cát... Có quốc lộ 21, một phần quốc lộ 32, đại lộ Thăng Long và đường cao tốc Hòa Lạc – Hòa Bình đi qua, cơ sở hạ tầng đang dần được hoàn thiện và đồng bộ.
Các tuyến xe buýt đi qua và đi từ địa bàn huyện Thạch Thất: 74 (Bến xe Mỹ Đình - Xuân Khanh), 88 (Bến xe Mỹ Đình - Hòa Lạc - Xuân Mai), 89 (Bến xe Yên Nghĩa - Thạch Thất - Bến xe Sơn Tây), 107 (Kim Mã - Láng văn hóa du lịch các dân tộc VN), 116 (Yên Trung (Thạch Thất) - KCN Phú Nghĩa), 117 (Hòa Lạc - Nhổn), 119 (Hòa Lạc - Bất Bạt (Ba Vì)), 157 (Bến xe Mỹ Đình - Bến xe Sơn Tây).

## Làng nghề
Thạch Thất là huyện có nhiều làng nghề tập trung dày đặc ở các thôn, xã phía đông và đông nam với nhiều ngành nghề không những trong phạm vi thôn mà còn quy mô cả xã nghề. Những ngành nghề trong huyện thu hút khá nhiều lao động như: mộc, xây dựng, mây tre giang đan, cơ khí, may mặc, dịch vụ... Nhiều nhóm ngành nghề có quy mô cả xã đã đưa Thạch Thất là huyện có thu nhập đầu người cao nhất thành phố Hà Nội. Giá trị của mỗi làng nghề hay ngành nghề trong huyện là khác nhau. Ảnh hưởng tích cực của làng nghề là đời sống người dân nâng cao, hạ tầng dân sinh phát triển, gìn giữ văn hóa truyền thống... thể hiện rất rõ ở nhiều thôn xã có nghề, nhất là ở 5 xã, thị trấn như: Phùng Xá, Chàng Sơn, Hữu Bằng, Bình Phú và thị trấn Liên Quan nay như phố trong làng nhờ vai trò của làng nghề. Toàn huyện có 50 làng có nghề. Những làng nghề truyền thống, làng nghề, làng có nghề và ngành nghề phụ tiêu biểu trong huyện là:
- Cơ kim khí, làm cày bừa thôn Bùng (Phùng Xá)
- Nghề mộc, may mặc thôn Sen (Quang Trung)
- Mây tre đan Thái Hòa (Quang Trung)
- Làng chè kho ở Đại Đồng
- Làng mộc và đồ mộc Bàn Giữa (Quang Trung)
- Làng mộc xây dựng thôn 1 (Lam Sơn)
- Nghề mộc, xây dựng Hòa Bình (Lam Sơn)
- Làng nghề cơ khí Vĩnh Lộc (Phùng Xá)
- Nghề làm bánh tẻ Cầu Liêu (Thạch Xá)
- Làng chế tác đá ong Yên Mỹ (Bình Yên)
- Làng mộc, xây dựng thôn 2A, 2B (Lam Sơn)
- Làng mộc, xây dựng thôn 3A, 3B (Lam Sơn)
- Làng mộc, xây dựng thôn 4 (Lam Sơn)
- Làng mộc, may mặc thôn Bò (Quang Trung)
- Làng mộc, may mặc thôn Đình (Quang Trung)
- Làng mộc, đồ mộc thôn Giếng (Quang Trung)
- Nghề mộc, may mặc thôn Ba Mát (Quang Trung)
- Có nghề mộc, dựng nhà cổ, xây dựng Hương Ngải
- Phục vụ ăn uống, đặc sản, gia dụng... ở Thạch Hòa
- Nghề mộc thôn Đông (Quang Trung)
- Nghề mộc dân dụng thôn 1, 2, 3, 4 (Thạch Xá)
- Nghề mộc, may mặc thôn Si Chợ (Quang Trung)
- Làm quạt giấy ở Thạch Xá
- Làng chè lam, chuồn chuồn tre thôn Thạch (Thạch Xá)
- Mây tre đan Bình Xá (Quang Trung)
- Mây tre đan Phú Hòa (Quang Trung)
- Nghề mộc, xây dựng Tam Nông (Lam Sơn)
- Nghề mộc, xây dựng Đoàn Kết (Lam Sơn)
- Nghề mộc, đồ mộc thôn Miễu (Quang Trung)
- Chế tác đá ong Sen Trì (Bình Yên) [14]
- Nghề làm gạch ngói cổ Kim Quan[15]